# Fadenpipra
Der Fadenpipra (Pipra filicauda) ist ein südamerikanischer Schnurrvogel.

## Merkmale
Das Männchen ist an der Oberseite schwarz, an Scheitel und Nacken feuerrot und im Gesicht und der Unterseite gelb gefärbt. Die äußeren Federpaare des langen schwarzen Schwanzes sind zu fadenartigen Spitzen ausgezogen. Das Gefieder des Weibchens ist grünlich mit dunklen Flügeln und Schwanzspitze und gelbem Bauch. Das schwarze Auge ist von einer Wachshaut umgeben.

## Vorkommen
Der Vogel lebt in Tropischen Regenwäldern und tropischen Sekundärwäldern in Peru, Ecuador, Venezuela und Brasilien.
Der Fadenpipra kommt flussaufwärts im westlichen Amazonasbecken und in den angrenzenden Ländern in Nordperu, Ost-Ecuador und Kolumbien sowie im Süden und Westen Venezuelas vor. In Venezuela kommt die Art flussaufwärts im Einzugsgebiet des Orinoco vor, allerdings nicht auf den letzten 1300 km. Ihr Verbreitungsgebiet in Venezuela setzt sich um die Andenkordillere herum bis zur nordwestlichen Küste fort. Im Nordwesten Brasiliens reicht die Art von den Bundesstaaten Roraima und Amazonas westlich bis Venezuela und Kolumbien und südwestlich von Rondônia und Acre bis Peru und Ecuador.

## Verhalten
Der Fadenpipra hält sich hauptsächlich im dichten Gestrüpp am Waldboden auf und sucht auch den Kronenbereich von Bäumen auf, wenn diese Früchte tragen. Daneben frisst er auch Insekten.

## Fortpflanzung
In der Paarungszeit versammeln sich die Männchen auf Tanzplätzen, um Weibchen anzulocken. Zum Balzritual gehören Sprünge, kurze Flüge, das Sträuben der Federn und das Aufstellen der Schwanzfedern. Angeblich kitzeln die Männchen mit ihren Schwanzfedern die Weibchen während der Balz an Kehle und Gesicht. Das Nest ist ein unordentliches Schalennest aus Pflanzenfasern in kleinen Bäumen.

Verbreitungsgebiet